# ويلهلم هينريتش إرب
ويلهلم هينريتش إرب (بالألمانية: Wilhelm Erb)‏ هو أستاذ جامعي وطبيب ألماني، ولد في 30 نوفمبر 1840 في Winnweiler ‏ في ألمانيا، وتوفي في 29 أكتوبر 1921 في هايدلبرغ في ألمانيا.